# Alderetes
Alderetes é uma cidade da Argentina, localizada na província de Tucumã.